# François Joseph Bosio
François-Joseph Bosio (Principato di Monaco, 19 marzo 1768 – Parigi, 29 luglio 1845) è stato uno scultore monegasco che assurse ad una certa fama nel primo quarto del XIX secolo per i lavori commissionatigli da Napoleone e dal governo di restaurazione.

## Biografia
Bosio ricevette una borsa di studio dal principe Honoré I per studiare a Parigi con il grande scultore Augustin Pajou. Dopo il breve servizio nell'esercito rivoluzionario visse a Firenze, Roma e Napoli, offrendo sculture per le chiese sotto l'egemonia francese in Italia negli anni 1790. Venne reclutato da Dominique Vivant nel 1808 per realizzare il bassorilievo per la colonna monumentale a Place Vendôme a Parigi ed il ritratto dell'imperatore Napoleone e la sua famiglia. Fu in questa veste che produsse alcuni dei suoi migliori lavori, in particolare i busti in marmo dell'imperatrice Giuseppina, che venne realizzato anche in biscuit dalla Manifattura di Sèvres, e della regina Ortensia (circa 1810), che venne fatto anche in bronzo da Ravrio.

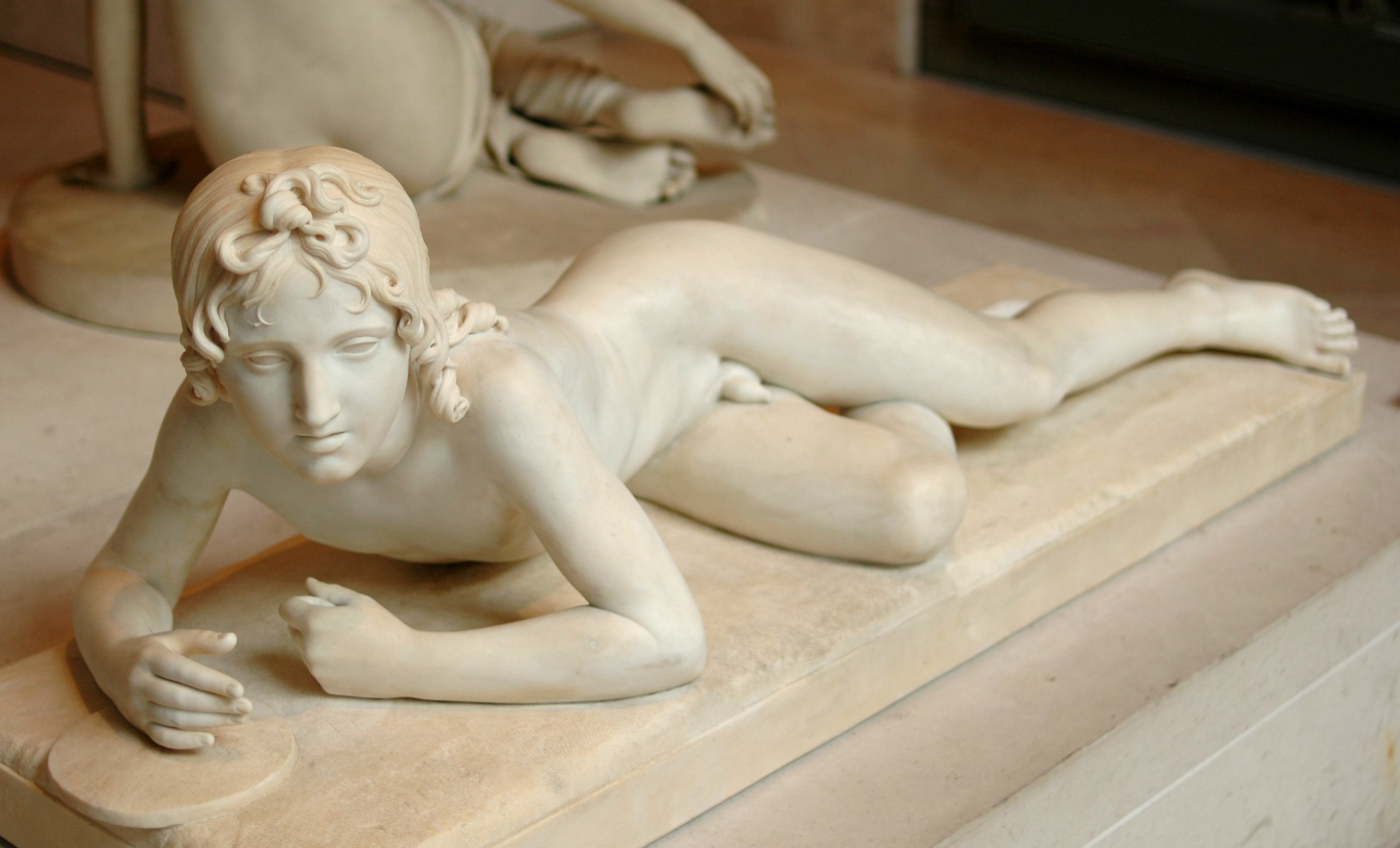
Bosio, Giacinto (1817)

Luigi XVIII lo nominò cavaliere dell'Ordine di San Michele nel 1821 attribuendogli il titolo di primo scultore del re. Nel 1828, Bosio vide erigere la sua grandiosa scultura equestre di Luigi XIV in Place des Victoires a Parigi e venne nominato Ufficiale della Légion d'honneur. Venne poi fatto barone da Carlo X nel 1825. Anche se sotto Luigi Filippo venne privato di tutti i suoi titoli, continuò a ricevere commesse ufficiali, come più abile scultore di Parigi, e creò la statua di Napoleone per la Column de la Grand Armée nel 1840 sotto Napoleone III. Cinque anni dopo morì a Parigi.
Oltre ai busti imperiali e alla statua di Luigi XVI, realizzò altri importanti lavori come la quadriga dell'Arco del Carrousel e la statua di Ercole che combatte con Acheloo trasformato in serpente esposta al Louvre. Molte delle sue più importanti sculture e statue sono oggi esposte al museo del Louvre.

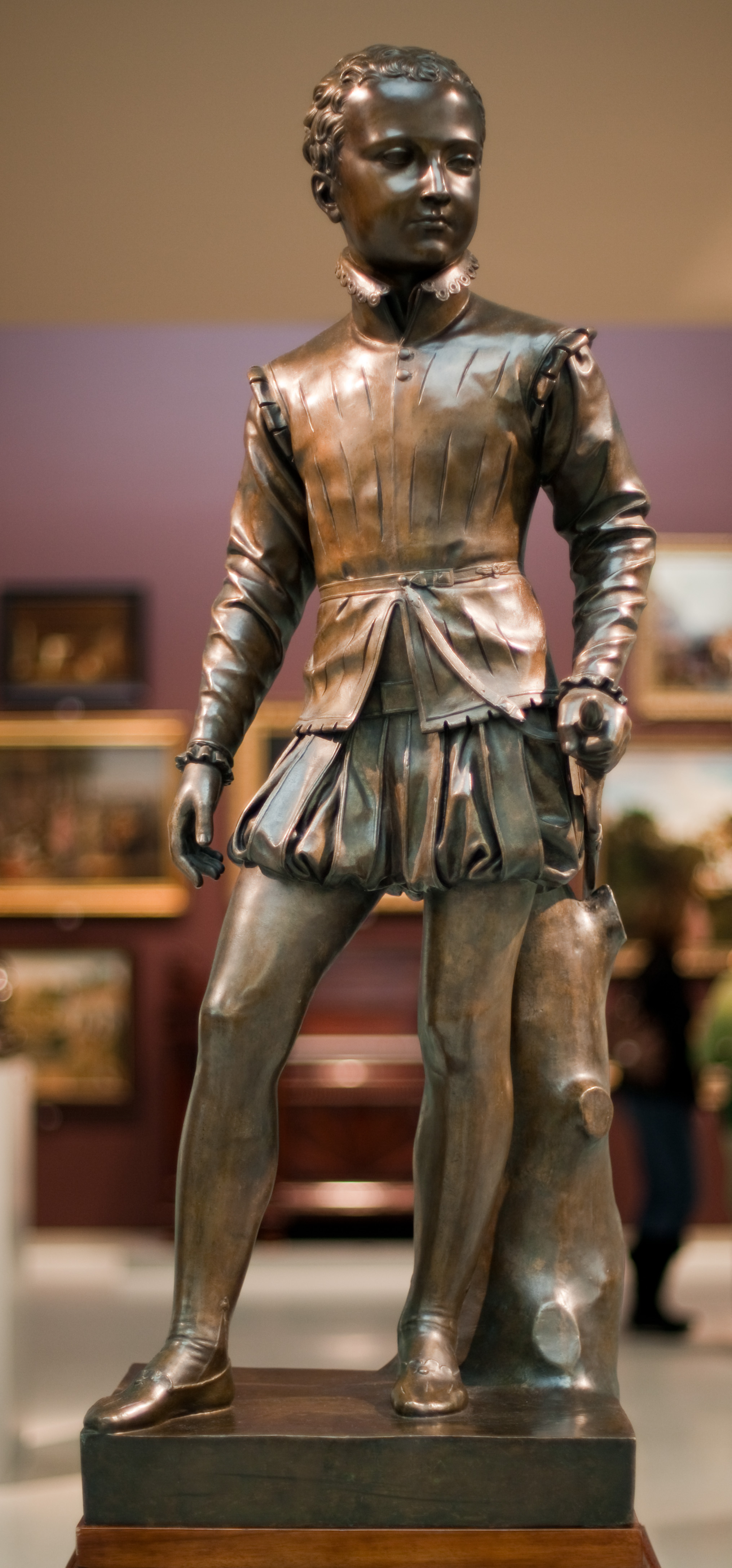
Bosio, statua di Enrico IV bambino (1824–25)

Uno studio su Bosio venne pubblicato da Lucien Barbarin, Étude sur Bosio, sa vie et son œuvre (Monaco) 1910.

## Opere principali

### A Parigi
- Quadriga dell'Arco del Carrousel (a Place du Carrousel)
- Ercole in lotta con Acheloo, Louvre.
- Scultura equestre di Luigi XIV (1816–1828) (in Place des Victoires)
- Monumento a Luigi XVI (iniziato nel 1816, inaugurato nel 1835) nella Chapelle Expiatoire.
- Al Louvre:
  - Aristeo, dio dei giardini (1813–1817), una commissione ufficiale per i palazzi imperiali ottenuta a mezzo di Vivant-Denon, 7 dicembre 1812; marmo consegnato a Bosio nel gennaio 1813.
  - Jérôme Bonaparte, re di Westphalia. Questo busto è stato copiato almeno 54 volte.
  - Giacinto (1817)
  - Enrico IV da bambino (1824–25) Venne commissionata per il suo studio alle Tuileries da Luigi XVIII; venne fusa in argento dall'argentiere Charles-Nicolas Odiot
  - Ercole e l'Idra di Lerna (1824)
  - Busto di Carlo X (1825–29)
  - Busto della duchessa di Angoulême (1825)
  - La Ninfa Salmace (1826). Una copia di dimensioni ridotte è stata eseguita per il Festival de Télévision de Monte-Carlo.
  - Busto della regina Marie-Amélie (1841) Esposto al Salone di Parigi del 1837; la prima versione in marmo si trova al Louvre; una copi si trova al Metropolitan Museum of Art[3]
  - La regina Marie-Amélie (1841–43), figura in piedi. Il bozzetto originale di Bosio, preparato per la realizzazione della scultura in marmo, si trova al Museo del Louvre a Saint-Omer. Il marmo, finito da suo nipote dopo la morte di Bosio, è nella Reggia di Versailles.

### Altrove
- - Cupido con una coppa (1808) (Museo dell'Ermitage, San Pietroburgo)
  - Busto della regina Marie-Amélie di Francia (1841) (Metropolitan Museum of Art, New York)
  - Busto del marchese d'Aligre (bronzo) esposto nello Château de Baronville (California Palace of the Legion of Honor)